# Nathaniel Cooke

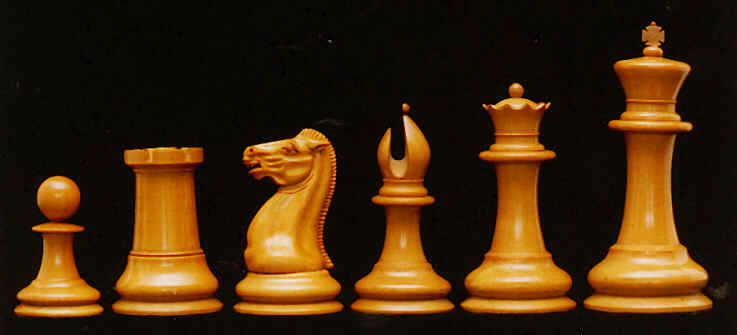
Peces d'escacs Staunton dissenyades per Nathaniel Cook.

Nathaniel Cooke, sovint citat com a Nathaniel Cook, va ser el dissenyador, el 1835 o 1839 de les peces d'escacs Staunton, considerades com l'estandard des que el 1924 van ser seleccionades per la Federeació Internacional d'Escacs.
Va registrar el seu disseny a l'oficina de patents del Regne Unit l'1 de març de 1849. Era editor de The Illustrated London News, el diari on Howard Staunton escrivia regularment una columna d'escacs, i va demanar a Staunton fer publicitat del seu joc d'escacs. Staunton ho va fer en la seva columna el 8 de setembre de 1849, i el conjunt es va fer famós amb el nom de Peces Staunton.